# Ліпін
26°14′08″ пн. ш. 109°07′58″ сх. д. / 26.23548° пн. ш. 109.13265° сх. д.
Ліпін (кит. 黎平县, пін. Lípíng Xiàn) — один із повітів КНР у складі Цяньдуннань-Мяо-Дунської автономної префектури, провінція Гуйчжоу. Адміністративний центр — містечко Дефен.

## Географія
Ліпін лежить на висоті близько 570 метрів над рівнем моря на сході Юньнань-Гуйчжоуського плато.

### Клімат
Повіт знаходиться у зоні, котра характеризується вологим субтропічним кліматом. Найтепліший місяць — липень із середньою температурою 25,8 °C. Найхолодніший місяць — січень, із середньою температурою 4,4 °С.
| Клімат повіту Ліпін     | Клімат повіту Ліпін | Клімат повіту Ліпін | Клімат повіту Ліпін | Клімат повіту Ліпін | Клімат повіту Ліпін | Клімат повіту Ліпін | Клімат повіту Ліпін | Клімат повіту Ліпін | Клімат повіту Ліпін | Клімат повіту Ліпін | Клімат повіту Ліпін | Клімат повіту Ліпін | Клімат повіту Ліпін |
| Показник                | Січ.                | Лют.                | Бер.                | Квіт.               | Трав.               | Черв.               | Лип.                | Серп.               | Вер.                | Жовт.               | Лист.               | Груд.               | Рік                 |
| Середній максимум, °C   | 8                   | 10,4                | 14,7                | 21                  | 25,3                | 28                  | 30,2                | 30,5                | 27,3                | 21,5                | 16,7                | 11,5                | 20,4                |
| Середня температура, °C | 4,4                 | 6,5                 | 10,4                | 16,2                | 20,6                | 23,7                | 25,8                | 25,1                | 21,7                | 16,6                | 11,6                | 6,6                 | 15,8                |
| Середній мінімум, °C    | 1,9                 | 4                   | 7,5                 | 12,9                | 17                  | 20,5                | 22,4                | 21,4                | 17,9                | 13,3                | 8,1                 | 3,3                 | 12,5                |
| Норма опадів, мм        | 58.4                | 69.4                | 97.6                | 131                 | 182.6               | 222.1               | 150.9               | 120.5               | 74.6                | 90.7                | 61.5                | 42.9                | 1302.2              |
| Вологість повітря, %    | 85                  | 85                  | 85                  | 83                  | 83                  | 83                  | 80                  | 82                  | 82                  | 84                  | 82                  | 80                  | 82.8                |
| ----------------------- | ------------------- | ------------------- | ------------------- | ------------------- | ------------------- | ------------------- | ------------------- | ------------------- | ------------------- | ------------------- | ------------------- | ------------------- | ------------------- |
| Джерело: data.cma.cn    |                     |                     |                     |                     |                     |                     |                     |                     |                     |                     |                     |                     |                     |